# Střela (Berounka)
La Střela est une rivière de Tchéquie d'une longueur de 97 km. Elle est un affluent de la Berounka et donc un sous-affluent de l'Elbe.

## Traduction
- (de) Cet article est partiellement ou en totalité issu de l’article de Wikipédia en allemand intitulé « Střela (Berounka) » (voir la liste des auteurs).